# Приволзький ВТТ
Приволзький ВТТ (рос. ПРИВОЛЖСКИЙ ИТЛ, Приволжлаг) — підрозділ, що діяв в системі виправно-трудових установ СРСР.
Організований 11.09.42 — при злитті рос. Волгожелдорстроя НКВД, Саратовського і Нижньо-Волзького ВТТ.

## Підпорядкування і дислокація
- ГУЛЖДС.

Дислокація: Саратовська область, м. Красноармійськ на 06.11.42;

м. Саратов (п/я 303) з 28.01.43;

м. Саратов (п/я 331), Автодорожній інститут Саратовської обл. на 13.03.44.

## Виконувані роботи
- буд-во залізниці Саратов-Сталінград,
- закінчення буд-ва об'єкта 1002,
- добудова залізниці Саратов-Власюк з 29.09.42,
- буд-во ділянки залізниці Паншино-Калач-на-Дону (25 км), з 10.01.43,
- добудова залізниці Свиязьк-Ульяновськ (з 02.01.44, після ліквідації Волзького ЗАЛІЗНИЧНОГО ВТТ),
- роботи ЦАРМ (м. Вольськ),
- сільгоспроботи (радгоспи: ім. 8 Березня, № 595, «Миколаївський», «Сталінградський», «Пролетар»);
- водні перевезення, майстерні з виробництва ширвжитку.

## Чисельність з/к
- 01.10.42 — 33 520,
- 01.01.43 — 27 402;
- 01.01.44 — 8783 ;
- 01.07.44 — 9696.

## Закриття
- Після ліквідації 11.12.44 більша частина працівників направлена в Ангренстрой;
- радгоспи ім.8 Березня і № 595, майстерні ширвжитку, річкові судна передані УВТТК УНКВС по Саратовській обл.;
- радгоспи «Миколаївський» і «Сталінградський» — ОВТК УНКВС по Сталінградській обл.;
- радгосп «Пролетар» — Упр. буд-ва газопроводу Саратов-Москва НКВД;
- ЦАРМ і належний їм водний транспорт Приволжлага — ГУЛЖДС.